# Hsu Hsueh-chin
Hsu Hsueh-chin (chiń. trad. 許雪琴; pinyin Xǔ Xuěqín; ur. 24 lipca 1984) – tajwańska lekkoatletka, tyczkarka.

## Osiągnięcia
- brązowy medal mistrzostw Azji juniorów (Bangkok 2002)[1]
- srebro akademickich mistrzostw Azji (Kanton 2005)[2]
- wielokrotna mistrzyni kraju

## Rekordy życiowe
- skok o tyczce – 3,91 (2004)
- skok o tyczce (hala) – 3,62 (2006)